# Concurso Internacional de Vinos
El Concurso Internacional de Vinos es organizado cada año por el Instituto Internacional de la Calidad Monde Selection en Bruselas. Creado en 1961, este concurso de vinos es uno de los más antiguos del mundo.

## Jurado[3]
Eminentes expertos son seleccionados por Monde Selection para sus competencias profesionales. Entre los miembros del jurado internacional se encuentran:
- catadores de vino
- enólogos
- sumilleres
- profesores, catedráticos y conferenciantes
- expertos en vinos
- columnistas y críticos de vino
- expertos autorizados

## Particularidad
El Concurso Internacional de Vinos es una competencia internacional de vinos que se desarrolla bajo el patronazgo de la Organización Internacional de la Viña y el Vino (O.I.V) (en francés: Organisation Internationale de la Vigne et du Vin) y bajo la supervisión de la Dirección General de Aplicación y Mediación, del Servicio Público Federal de Economía. Durante el concurso se utilizan las hojas de cata de la O.I.V. y la UIOE (Unión Internacional de Enólogos).

## Procedimiento de cata[8]
Para la evaluación de los vinos, el Instituto Monde Selection aplica rigorosamente los reglamentos internacionales europeos y siempre utiliza las hojas de cata, de acuerdo con el modelo de la O.I.V. y de la UIOE. Cada miembro del jurado internacional cata los productos a ciegas y rellena la hoja de cata sensorial que incluye los criterios siguientes: vista, olfato, gusto y armonía general del producto. Antes de anuncir los resultados, las hojas son sometidas a un control estricto, realizado por el Servicio Público Federal de Economía.
Es importante mencionar que la suma de todas las medallas otorgadas a las muestras que obtengan los mejores resultados no podrá superar el 30 % de la suma total de todas las muestras presentadas al concurso.

## Medallas[9]
El cálculo del resultado final se hace según las procedimientos oficiales de la O.I.V. El resultado final se obtenga gracias a la suma de las puntuaciones, asignadas por los distintos miembros del jurado. Las medallas otorgadas son las siguientes:
- Medalla de Bronce para las muestras que obtuvieron un mínimo de 80 puntos
- Medalla de Plata para las muestras que obtuvieron un mínimo de 82 puntos
- Medalla de Oro para las muestras que obtuvieron un mínimo de 85 puntos
- Medalla de Gran Oro para las muestras que obtuvieron un mínimo de 92 puntos

La suma de todas las medallas concedidas a las muestras que obtengan los mejores resultados no podrá superar el 30% de la suma total de todas las muestras inscritas en el Concurso.